# Reichardtswerben
Reichardtswerben este o comună în Saxonia-Anhalt, Germania